# 信用詐欺

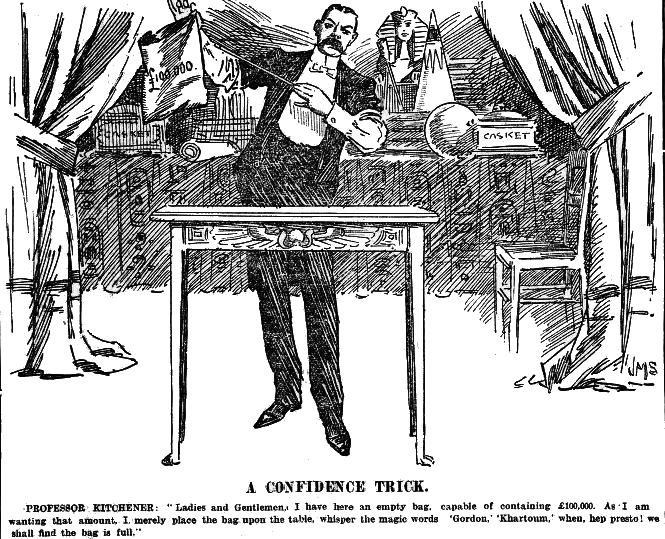
JM Staniforthによる風刺漫画: ハーバート・キッチナーは、スーダンの大学のために、チャールズ・ジョージ・ゴードンの名前を出して、10万ポンドを集めようとする

信用詐欺（しんようさぎ、英: confidence trick）とは、個人や集団の信用を得た上で、詐欺しようとする手口である。
信用詐欺では、被害者の「信じやすさ」や「純真さ」、「（何とかしたいという）同情心」、「見栄」、「自信」、「責任のなさ」、「貪欲さ」などを利用して財物を搾取する。
研究者たちは、信用詐欺を「詐欺行為における特徴的なタイプであり（中略）お互いにとって有益無益は無関係のまま自発的なやり取りを促進することを意図している」と定義し、「（そうすることで）被害者（『マーク、mark』）を犠牲にして詐欺師自身（『コンマン、con men』）を利する」ものであるとしている。

## 用語
同義語には、詐欺、いかさま、詭弁、ごまかし、ペテン、虚偽、偽計、ぼったくり、策略、con、confidence game、 confidence scheme、ripoff、scam、stratagemなどがある。
また、信用詐欺の加害者は、詐欺師やペテン師、いかさま師、しばしばコンフィデンス・マン（または「コン・マン」）、コン・アーティスト、あるいは「グリフター（grifter）」と呼ばれることもある。
- 信用詐欺（confidence trick）は、コンゲーム（con game）、コン（con）、スキャム（scam）、グリフト（grift）、ハッスル（hustle）、ブンコ（bunko、またはbunco）、スウィンドル（swindle）、フリムフラム（flimflam）、ギャフル（gaffle）、バンブースル（bamboozle）などとも呼ばれる。
- また、意図して選ばれた被害者は、マーク（mark）、カモ（sucker）、ストゥーグ（stooge）、マグ（mug）、ルーブ（rube）、ガル（gull、騙されやすいという意味の「gullible」から）と呼ばれる。
- 共犯者がいる場合、彼らはシル（shill）と呼ばれる。

### 歴史
さらに、いかさまゲーム（shell game）の歴史は少なくとも古代ギリシアにまでさかのぼる。
サミュエル・トムソン（1821年 - 1856年）は、「コンフィデンス・マン」の元祖である。トムソンは不器用な詐欺師だったので、被害者たちに、（彼らを信頼してほしかったら、）より微妙な方法で信頼を得るのではなく、金や時計を渡すことで自分への信頼を示すよう求めた。そうすることで、トムソンを信用して金や時計を託す者も少なからずいたが、1849年7月に彼は逮捕された。この逮捕について報道した、ニューヨーク・ヘラルド紙の記者であるJames Houstonは、トムソンを「コンフィデンスマン」と名付けて世間に知らしめた。トンプソンは詐欺師としては成功しなかったが、ヒューストンによる風刺的な論調がそのように理解されなかったため、彼は天才的なやりて（genius operator）という評判を得た。National Police Gazette誌はヒューストンが「コンフィデンスマン」の名を最初に使用してから数週間後に「コンフィデンスゲーム」という用語を作り上げた。

### 長さ
- 「短時間の詐欺（short con）」、または「小さい詐欺（small con）」は、ほんの数分、場合によっては数秒で終わる一瞬のうちに終わる詐欺である。通常、被害者が身につけている、あるいは守っている金銭やその他の貴重品を奪うことを目的としている[4]。

- 「長期間の詐欺（long con）」または「大きな詐欺（big con）」（イギリス英語では、主に「long game」）[5]とは、数日または数週間にわたって展開される詐欺で、詐欺師のチームや、小道具、セット、エキストラ、衣装、台本に沿ったセリフ運びまで大掛かりな設定で行われる場合もある。被害者から多額の金銭や貴重品を奪うことを目的とし、銀行口座を空にさせたり、家族や親族など他者から借りさせたりすることが多い[6]。

## 舞台
エドワード・H・スミスは、著書『Confessions of a Confidence Man』の中で、コンフィデンス・ゲームにおける「詐欺の発展に関する、6つの明確なステップまたは段階」を挙げている。ただし、いくつかのステップが省略されることもあると述べている。また、示されている順序とは異なる順序で行われたり、同時に行われたりすることもあり得る。
基礎工事（Foundation work）
詐欺を働く前に必要なアシスタントを雇ったり、役作りのための予備知識を勉強したりと、事前準備を行う。
アプローチ（Approach）
被害者となる人物に声をかけたり、接触することで何かしらの関係を築く。
ビルドアップ（Build-up）
被害者に、ある計画に参加することで利益を得る機会を与える。被害者の欲を刺激し、理性的な判断力を失わせる。
ペイオフ（Pay-off）、または納得させるもの（Convincer）
被害者は、計画の有効性を証明するために、少額の支払いを受ける。これは、実際の金額である場合もあれば、何らかの方法（実際の小道具や電子的なものを含む）で偽装されたものの場合もある。ギャンブル詐欺では被害者は小さな賭けに何度も勝つように仕向けられ、株式市場詐欺では被害者に偽の配当金が渡される。
"ハレーション"（The "hurrah"）
突然の危機や出来事の変化により、被害者は即座に行動することや決断したりすることを迫られる。ここが詐欺の成否を分けるポイントになる。金融詐欺の場合なら、詐欺師は被害者に、その計画で多額の投資をする「機会の窓（window of opportunity）」が永遠に閉じられようとしていると、突然告げることがあるかもしれません。
イン・アンド・イン（The in-and-in）
共謀者（conspirator、詐欺に加担しているが、関心のある傍観者の役割を演じている）が、被害者と同じ計画に金額を投入し、正当性を装うことである。こうすることで、被害者を安心させることができ、取引が完了したときには、詐欺師は（被害者に対して）より大きな支配力を得ることができる。
さらに、詐欺の内容によっては「裏づけ（corroboration）」のステップを必要とし、そのような詐欺では、特に偽物だが、「価値が高く」そして「希少なアイテム」と称されるものが関与する場合がある。さらに、この詐欺では通常、無関係の（最初は懐疑的な）第三者の役を演じ、後に詐欺師の主張に納得する共犯者が利用される。

## 詐欺に対する脆弱的な要因（Vulnerability factors）
信用詐欺は、人々が持つ貪欲さや不正直さ、虚栄心、日和見主義、性的欲望、同情心、信じやすさ、無責任さ、絶望感、馬鹿正直さといった性質を利用する。従って、信用詐欺の被害者に一貫したプロフィールはなく、共通するのは、被害者が詐欺師の善意に依存していることである。ただし、投資詐欺の被害者は、無頓着なレベルの強欲さと騙されやすさを示す傾向があり、多くの詐欺師は高齢者やその他の弱者（情報弱者など）と思われる人々をターゲットにして、様々な形態の信用詐欺を行う。研究者のHuangとOrbachは次のように論じている。
詐欺は、判断ミス、特に不完全な情報と認知バイアスから生じるミスを誘発することで成功する。大衆文化やプロの詐欺師の間では、詐欺師が利用する人間の弱点は、カモとなる人物の「不正直さ（dishonesty）」や「貪欲さ（greed）」、「騙されやすさ（gullibility）」として描かれている。「不正直さ」とは、「正直者は騙せない（you can't cheat an honest man；正直者は不正など悪いことができず、下手したら警察に駆け込まれてしまう）」という表現に代表されるように、不正賭博や横領などの違法行為に参加しようとする意思のことで、このような行為に参加する者はカモになりやすい。「貪欲さ」とは、「ただで何かを得たい（get something for nothing）」という欲望であり、「うますぎる話による利益は、（だからこそ）現実的である（too-good-to-be-true gains are realistic）」というカモとなる人間の信条を端的に表した言葉でもある。「騙されやすさ（Gullibility）」とは、標的となる人物が犠牲の大きい任意な取引に自ら進んで行おうとする「カモ」や「愚か者」であるという信条を反映したものである。判例も時折、このような意見に呼応することがある。
共犯者は、サクラ（shill）と呼ばれ、カモとなる相手が犯人の計画を受け入れるように、主犯格が（被害者を）巧みに操ろうとするのを助ける。伝統的なコンフィデンス・トリックでは、カモとなる相手は、ある仕事をすることによって、お金を獲得したり、何らかの利益を得ることができると信じ込まされる。共犯者は、過去に同様の作業を行ったことで利益を得た赤の他人のふりをすることもある。

## オンライン詐欺
詐欺は、急速にインターネットに適応し続けている。FBIのインターネット犯罪苦情センター（Internet Crime Complaint Center、IC3）では、2021年に847,376件の通報を受け、米国だけで69億ドルの損失が報告されている。Global Anti Scam Allianceの年次報告書「Global State of Scam Report」では、全世界で478億ドルが失われ、詐欺の報告数は2019年の1億3900万から2020年の2億6600万に増加したと記載されている。
各国の政府機関は、オンライン詐欺に関する認識を高め、なおかつ被害者がオンライン詐欺の通報を簡単に行えるよう、オンライン詐欺通報サイトを開設している。
- アメリカ合衆国（FBI IC3、連邦取引委員会）
- オーストラリア（ScamWatch ACCC）
- シンガポール（ScamAlert）
- イギリス（ActionFraud）
- オランダ（FraudeHelpdesk）

などがその例である。
さらに、AA419（2004）やAPWG（2004）、ScamAdviser（2012）のように、オンライン詐欺に対抗するための民間の非営利活動団体がいくつか設立されている。

## フィクション

### 映画
| 年   | 邦題 原題                                                   | 製作国         | 出演者 | 備考 |
| ---- | ----------------------------------------------------------- | -------------- | --- | ---- |
| 1957 | 群衆の中の一つの顔 A Face in the Crowd                      | アメリカ合衆国 | - アンディ・グリフィス - パトリシア・ニール - ウォルター・マッソー                                                   |      |
| 1973 | スティング The Sting                                        | アメリカ合衆国 | - ロバート・レッドフォード - ポール・ニューマン                                                                      |      |
| 1973 | ペーパー・ムーン Paper Moon                                 | アメリカ合衆国 | - ライアン・オニール - テータム・オニール - マデリーン・カーン                                                       |      |
| 1987 | スリル・オブ・ゲーム House of Games                         | アメリカ合衆国 | - リンゼイ・クローズ - ジョー・マンテーニャ                                                                          |      |
| 1988 | ペテン師とサギ師/だまされてリビエラ Dirty Rotten Scoundrels | アメリカ合衆国 | - スティーヴ・マーティン - マイケル・ケイン                                                                          |      |
| 1990 | グリフターズ/詐欺師たち The Grifters                        | アメリカ合衆国 | - アンジェリカ・ヒューストン - ジョン・キューザック - アネット・ベニング                                             |      |
| 1991 | カーリー・スー Curly Sue                                    | アメリカ合衆国 | - ジェームズ・ベルーシ - ケリー・リンチ - アリサン・ポーター                                                         |      |
| 1997 | スパニッシュ・プリズナー The Spanish Prisoner               | アメリカ合衆国 | - スティーヴ・マーティン - キャンベル・スコット - レベッカ・ピジョン - ベン・ギャザラ                                |      |
| 2000 | NINE QUEENS 華麗なる詐欺師たち Nueve reinas                 | アルゼンチン   | - リカルド・ダリン - ガストン・ポールズ - レティシア・ブレディツェ                                                   |      |
| 2001 | ザ・プロフェッショナル Heist                                | アメリカ合衆国 | - ジーン・ハックマン - デルロイ・リンドー - ダニー・デヴィート                                                       |      |
| 2001 | ハートブレイカー Heartbreakers                              | アメリカ合衆国 | - シガニー・ウィーバー - ジェニファー・ラブ・ヒューイット                                                            |      |
| 2003 | マッチスティック・メン Matchstick Men                       | アメリカ合衆国 | - ニコラス・ケイジ - アリソン・ローマン - サム・ロックウェル                                                         |      |
| 2003 | コンフィデンス Confidence                                   | アメリカ合衆国 | - エドワード・バーンズ - レイチェル・ワイズ - ダスティン・ホフマン - アンディ・ガルシア                              |      |
| 2013 | アメリカン・ハッスル American Hustle                        | アメリカ合衆国 | - クリスチャン・ベール - エイミー・アダムス - ブラッドリー・クーパー - ジェニファー・ローレンス - ジェレミー・レナー |      |
| 2019 | グッドライアー 偽りのゲーム The Good Liar                   | アメリカ合衆国 | - イアン・マッケラン - ヘレン・ミレン                                                                                |      |

## 参照
- 美人局
- Boiler room (business)
- なりすまし詐欺
- Charlatan
- Confidence tricks in literature
- 模倣品
- エルマー・ガントリー - 小説：Fictional religious cons
- ガスライティング
- 偽ジャーナル（英語版）
- 詐欺師の一覧（英語版）
- 信用詐欺の一覧（英語版）
- 犯罪組織の一覧（英語版）
- ナイジェリアの手紙
- Professional wrestling
- 偽医療
- 不正な金儲け（英語版）
- ぼったくり（Ripoff）
- 詐欺用疑似餌（英語版）
- 知的財産における詐欺（英語版）
- SSA impersonation scam
- ソーシャル・エンジニアリング
- サポート詐欺
- ホワイトカラー犯罪